# Соколов, Сергей Яковлевич (ботаник)
Серге́й Я́ковлевич Соколо́в (8 (20) мая 1897 — 8 марта 1971) — российский, советский геоботаник, лесовод, географ.

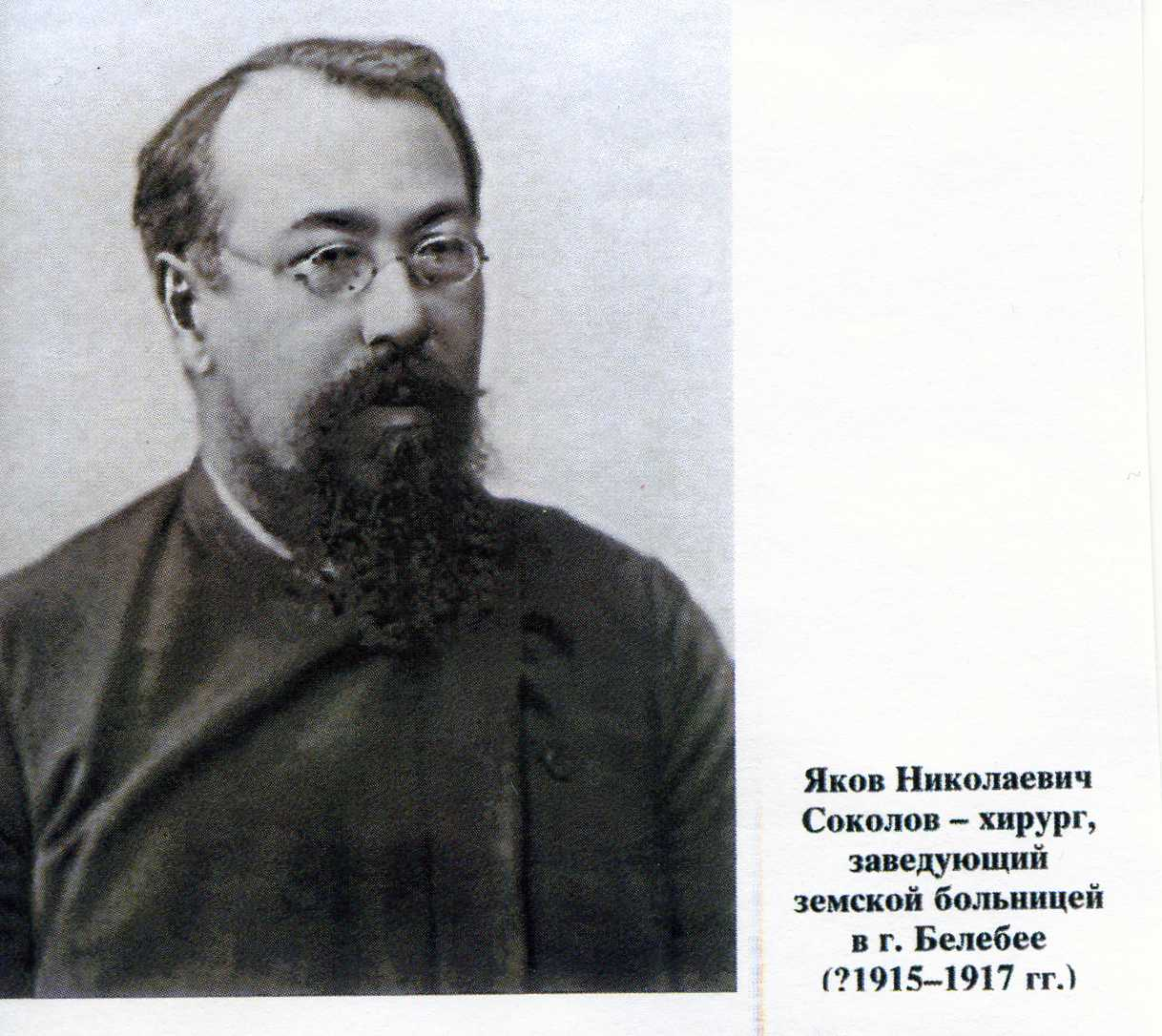
Яков Николаевич Соколов — хирург

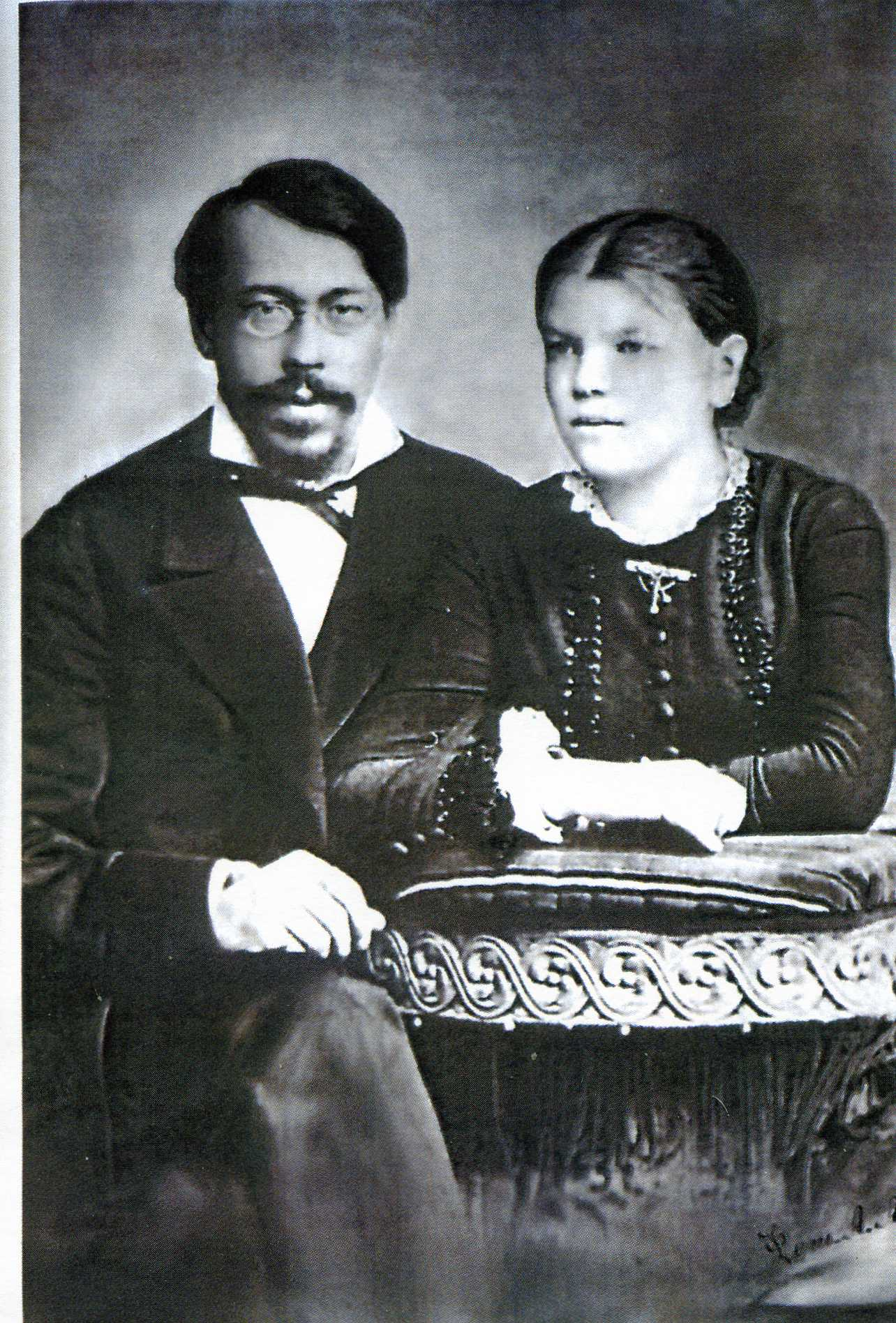
Соколовы

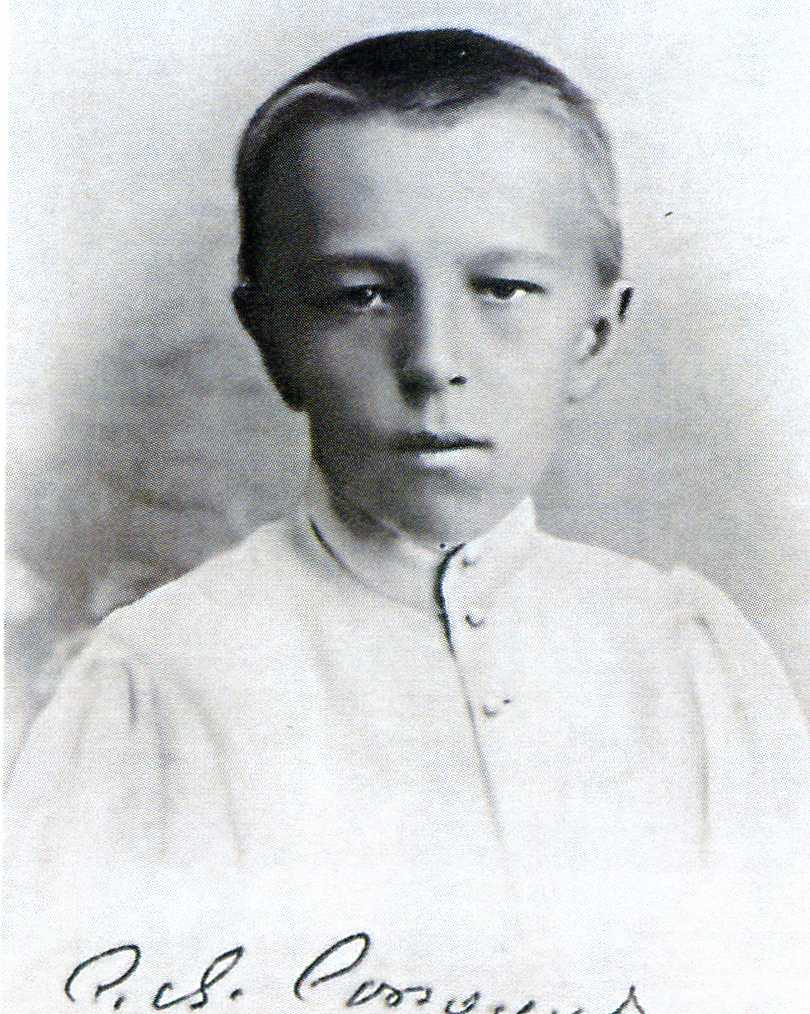
Серёжа Соколов

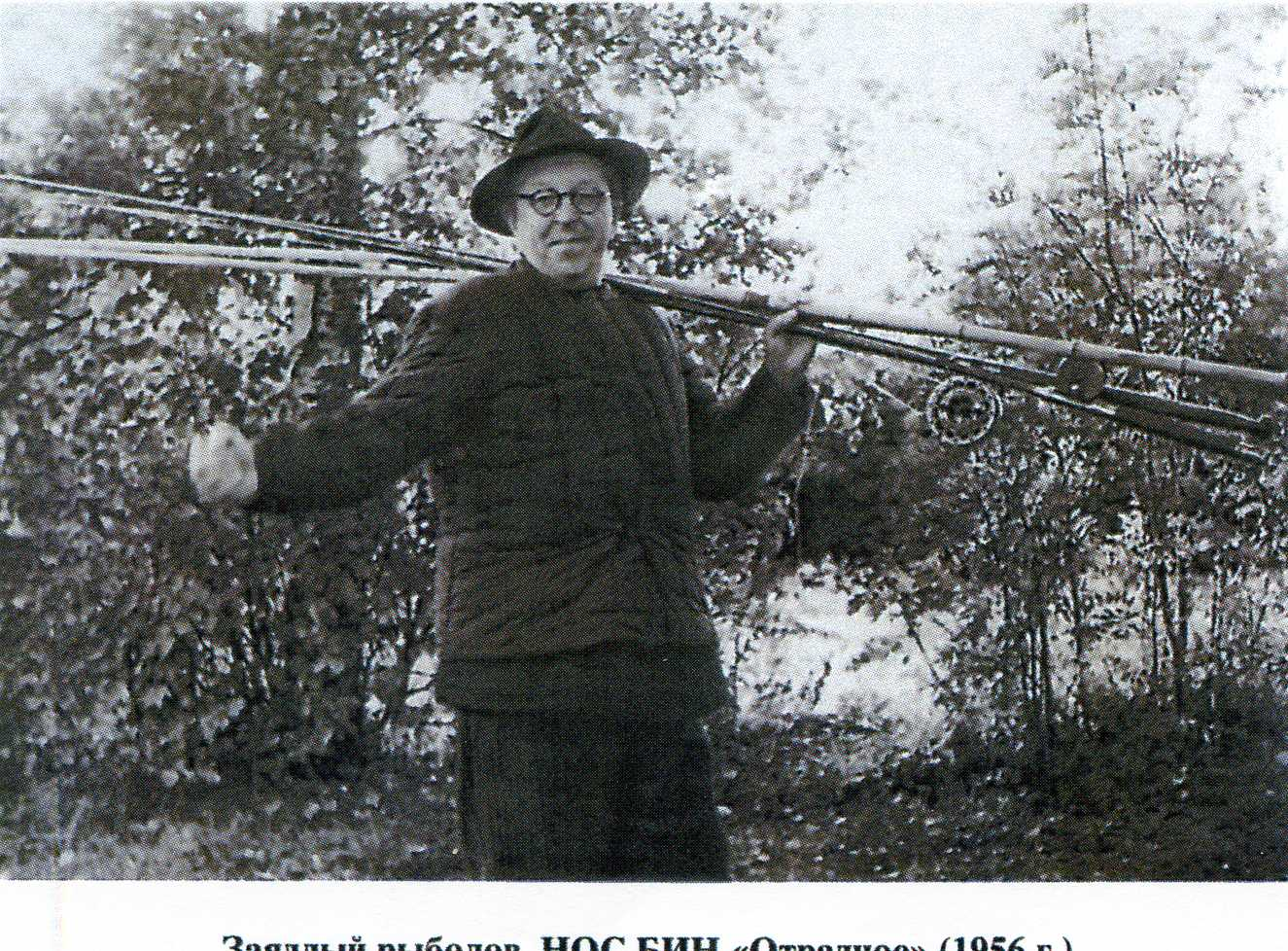
Заядлый рыболов

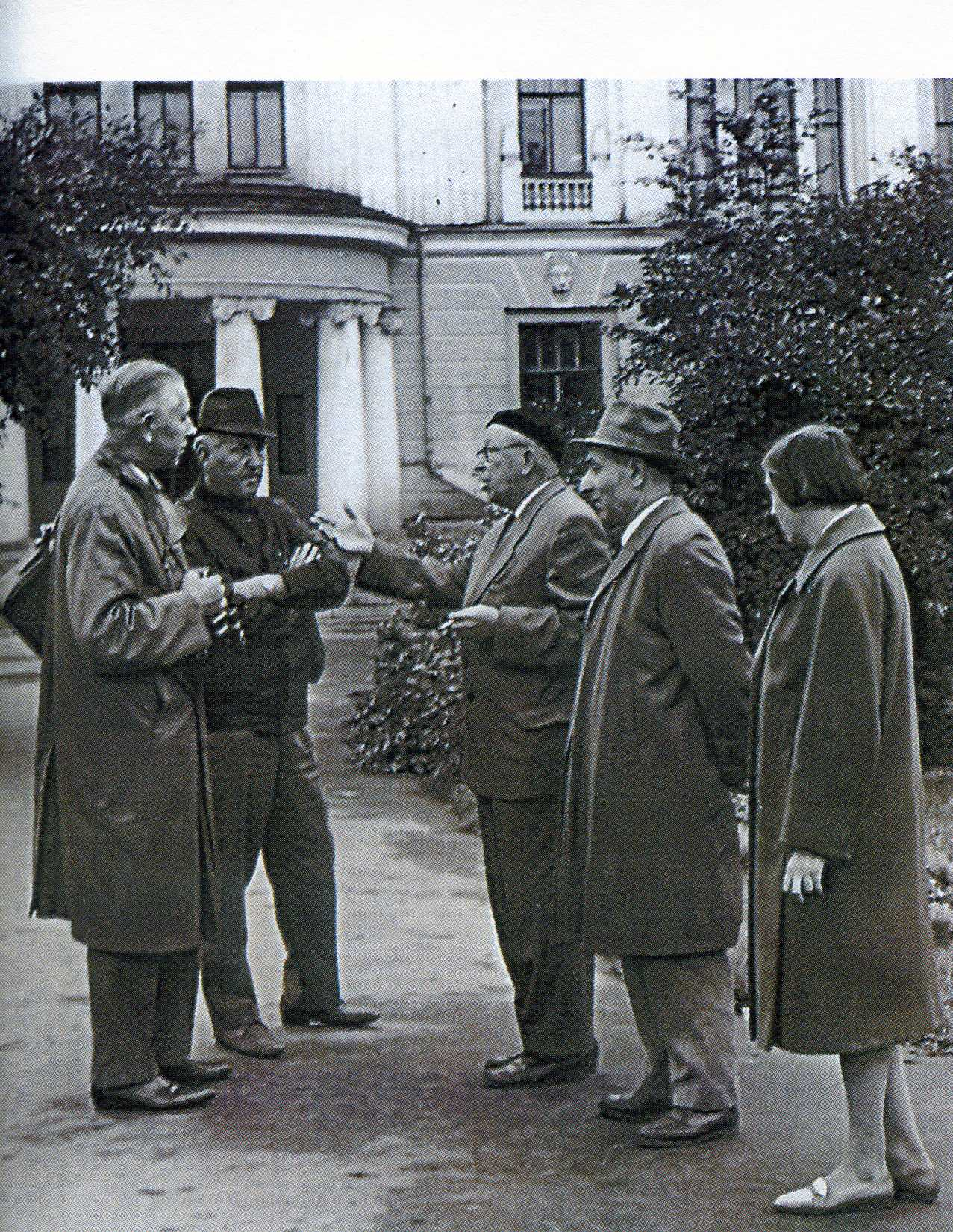
В Ботаническом институте АН СССР. 1966

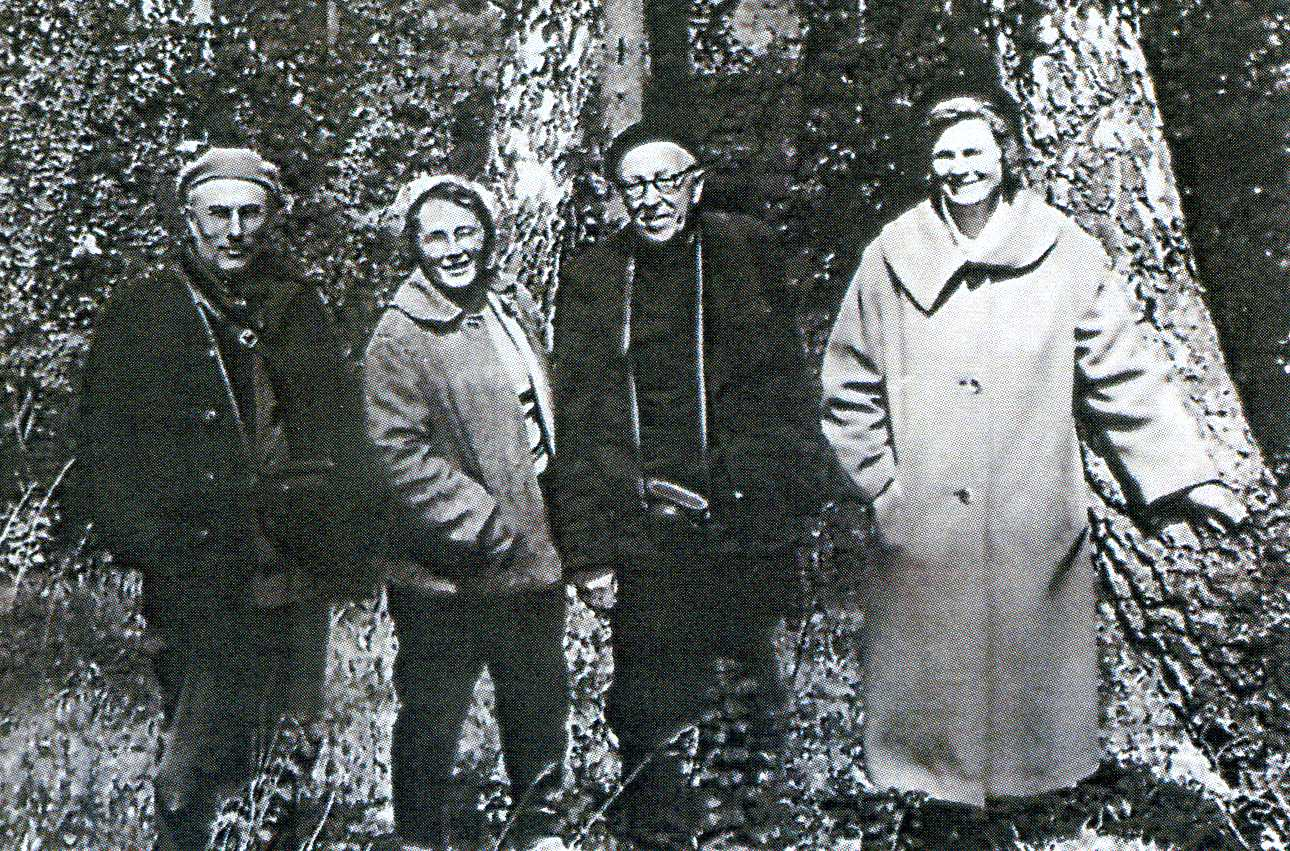
На Алтайской опытной станции (Барнаул, май 1963)

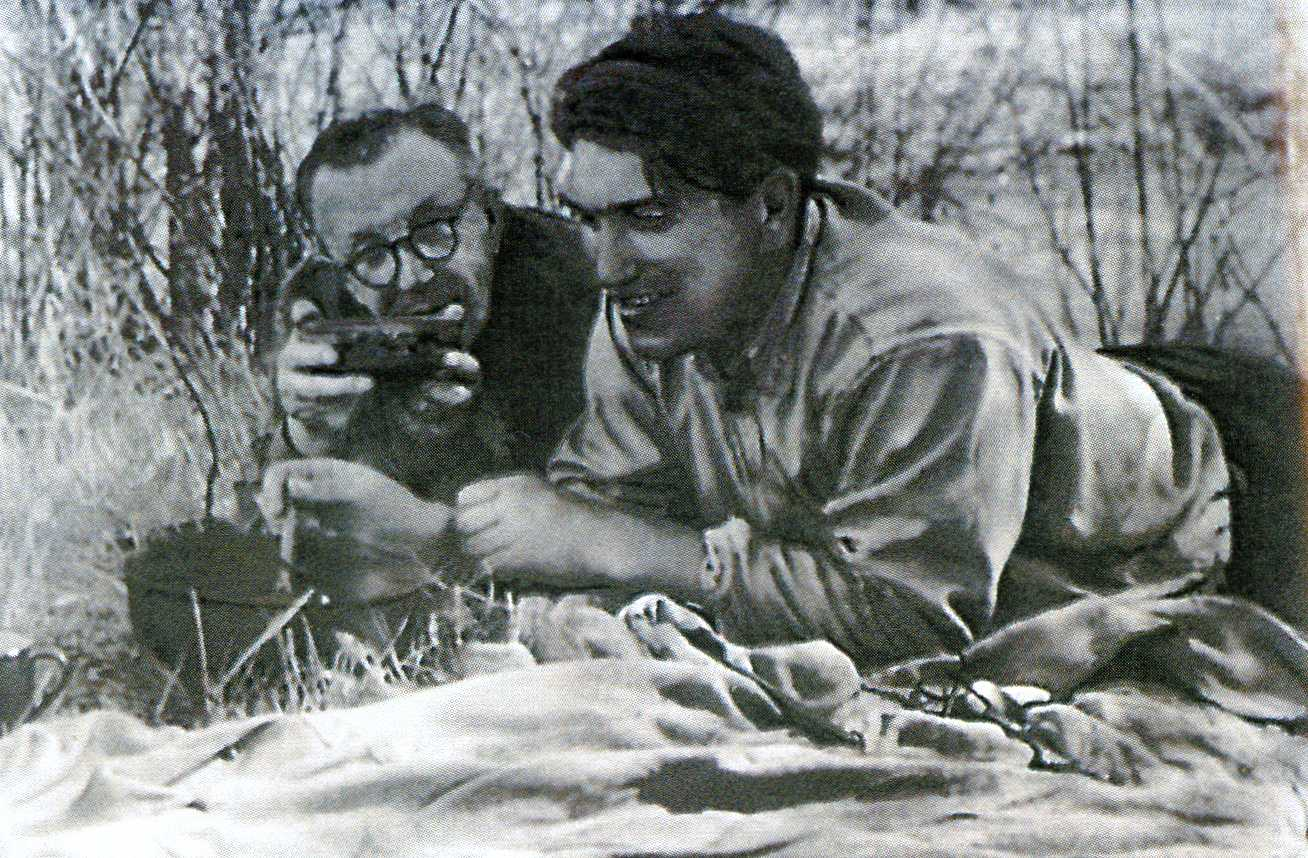
На рыбалке

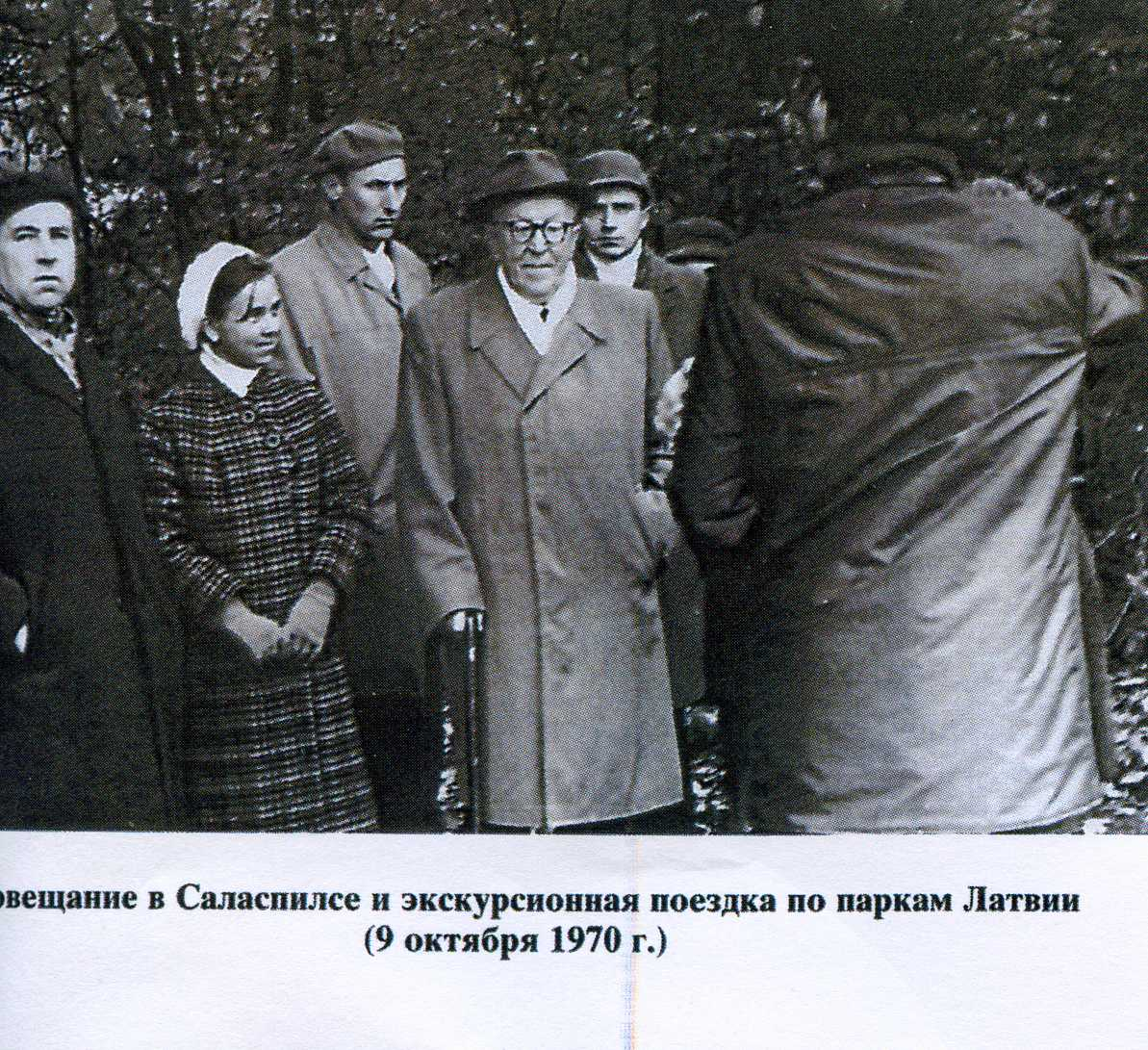
Совещание в Саласпилсе

## Биография
Родился 8 (20) мая 1897 в городе Белебей Уфимской губернии, в семье врача.
- 1908—1910 Гимназист Казанской 1-й гимназии.
- 1910—1915 Ученик Белебеевского реального училища.
- 1915—1917 Студент Санкт-Петербургского лесного института.
- В 1917 году по болезни прервал учёбу и вернулся в родной город Белебей.
- 1917 Служащий Белебеевского земства.
- 1918—1920 Красноармеец-артиллерист на Восточном фронте во время Гражданской войны.
- 1920—1922 Студент Томского технологического института, затем Казанского университета.
- 1922 (лето) Преподаватель геодезии в Лесном техникуме города Казань.
- 1922—1924 Студент Петроградского лесного института.
- 1923—1925 Младший научный сотрудник при Научно-исследовательском совете Лесного института.
- 1924 Начальник лесоустроительной партии Управления Мурманской железной дороги.
- 1924—1932 Ассистент, затем старший преподаватель на кафедре морфологии, систематики растений и дендрологии Ленинградского лесного института.
- Женился на О. В. Ключаревой. с 1925 — Член ВБО.
- 1925—1929 Старший лесничий-опытник при научно-исследовательской части Управления учебно-опытных лесничеств Лесного института (по совместительству).
- 1926 Рождение дочери (Галина).
- 1926—1928 Ученый секретарь Ленинградского лесного общества.
- с 1929 Член РГО.
- 1929—1930 Зам. начальника Кавказской экспедиции Научно-исследовательского института лесного хозяйства и лесной промышленности.
- 1930—1932 Организатор и заведующий Лесной опытной станции Кавказского заповедника.
- 1931—1932 Научный сотрудник Лесного музея АН СССР.
- 1932—1938 Старший научный сотрудник отдела геоботаники Ботанического института им. В. Л. Комарова.
- 1932—1934 Зав. географо-гидрологической группой Государственного гидрологического института в Ленинграде.
- 1933 Начальник лесного отряда Киргизской экспедиции СОПС АН СССР. Участник Первого Всесоюзного съезда по охране природы.
- 1934 Президиум АН СССР награждён грамотой ударника социалистической науки и премирован фотоаппаратом за ударную работу по исследовании ореховых лесов Ю. Киргизии и орехового наплыва, за правильную постановку задач хозяйственного использования ореха и общее перевыполнение программы 1933 г. Начальник экспедиции БИН по изучению лесов Абхазии.
- 1934—1935 Слушатель Марксистско-Ленинского университета.
- 1935 (25 октября) Присуждение Президиумом АН СССР ученой степени кандидата биологических наук без защиты диссертации.
- 1935—1942 Член Комитета по заповедникам при ВЦИК РСФСР (утвержден Президиумом ВЦИК РФСР 3 марта 1935 г.).
- 1935—1938 Преподаватель и председатель предметной комиссии Ленинградского техникума зелёного строительства.
- 1937 Начальник экспедиции БИН по изучению лесов Северного Кавказа (Майкопский район).
- 1938 Консультант экспедиции Гипролестранса по разработке проекта эксплуатации лесов бассейна реки Лабы.
- 1938—1944 Заведующий ботаническим садом БИН.
- 1938 (20 декабря) Защита диссертации на соискание ученой степени доктора биологических наук на тему «Некоторые основные проблемы фитоценологии и решение их на примере изучения лесов Западного Закавказья».
- 1938—1965 Член научно-технического Совета Управления садово-паркового хозяйства и зелёного строительства (Ленинград).
- 1939 (11 марта) — присуждение ученой степени доктора биологических наук.
- 1939—1948 Член Ученого совета БИН.
- 1939—1940 Преподаватель Ленинградского сельскохозяйственного института.
- 1940 Один из организаторов Первого Всесоюзного съезда ботанических садов при Отделении биологических наук АН СССР.
- 1942—1944 И. о. заведующего отделом геоботаники БИНа во время эвакуации (Казань).
- 1942—1943 Начальник отряда по изучению лесов Среднего Поволжья. Профессор Казанского университета.
- 1943 (14 августа) Утвержден в ученом звании профессора по специальности «геоботаника».
- 1944 Награждён медалью «За оборону Ленинграда».
- 1944—1948 Старший научный сотрудник отдела геоботаники БИН, зав. сектором лесоведения.
- 1944—1945 Зам. начальника комплексной экспедиции АН СССР по изучению лесоплодовых массивов Южной Киргизии.
- 1945 Награждён орденом «Знак Почёта» и медалью «За доблестный труд в Великой Отечественной войне».
- 1947—1950 Председатель Комитета по озеленению городов при ЛенОблНИТО леса.
- 1948—1950 Депутат Петроградского Совета депутатов трудящихся (Ленинград).
- 1948—1958 Зав. отделом Ботанический сад БИН.
- 1948—1960 Руководитель Научно-опытной станции БИН (пос. Отрадное Ленинградской обл.), в дальнейшем куратор дендропитомника Ботанического сада.
- 1949, 1956 Инициатор Всесоюзных съездов ботанических садов и родственных институтов для организации работ по интродукции растений и зелёному строительству.
- 1953—1971 Член Совета ботанических садов СССР (с 1953 г. — член Президиума Совета).
- 1953 Награждён орденом Ленина.
- 1954 Награждён малой золотой медалью ВДНХ.
- 1955 Награждён большой серебряной медалью ВДНХ.
- Осенью 1955 года подписал «Письмо трёхсот», ставшее причиной отставки Т. Д. Лысенко с поста президента ВАСХНИЛ[1].
- 1955—1958, 1965—1971 Член редколлегии Ботанического журнала ВБО.
- 1957 Распоряжением Президиума АН СССР был командирован в КНР для совместных с китайскими учеными исследований ресурсов тропических районов Китая. Награждён медалью «250-летие Ленинграда».
- 1958—1970 Старший научный сотрудник отдела Ботанический сад БИН.
- 1962 Выдвижение на соискание Ленинской премии в области науки и техники как руководителя работ, главного редактора и одного из авторов шеститомной сводки «Деревья и кустарники СССР», вышедшей в 1949—1962 гг.
- 1962—1971 Зам. председателя секции Лесоведения и лесоводства ВБО.
- 1965 Выдвижение БИН на присвоение звания «Заслуженный деятель науки РСФСР».
- 1969 Четвёртым съездом ВБО избран почетным членом Всесоюзного ботанического общества.
- 1970—1971 Старший научный сотрудник-консультант отдела Ботанический сад БИН.
- 1971, 8 марта — Скоропостижно скончался в Ленинграде. Похоронен на Богословском кладбище.

## Труды С. Я. Соколова
1920-е
- Сравнительный очерк типов леса Шелековского лесничества и Сорокско-Шуерецкой дачи // Дневник Всесоюзного съезда ботаников в Москве (январь 1926 г.). М., С. 165—167.
- Типы леса Шуерецко-Сорокской дачи Сорокского лесничества // Лесоведение и лесоводство. Вып. 2. С. 63-82: табл., схем.
- Рекогносцировочное исследование типов леса Лисинского лесничества // Там же. Вып. 3. С. 135—154: схем. Библиогр.: 9 назв.
- Краткий очерк типов леса внеленинградской группы учебно-опытных лесничеств Ленинградского лесного института // Природа и хозяйство учебно-опытных лесничеств Ленинградского лесного института. М., Новая деревня. С. 37^46.
- Лесные растительные ассоциации и торфяники Осинорощинской дачи Парголовского учебно-опытного лесничества Ленинградского лесного института // Там же. С. 95-164: рис., карт., схем. Библиогр.: 44 назв.
- О деятельности Ленинградского лесного общества за 1926—1928 годы // Лесоведение и лесоводство. Вып. 5. С. 223—227.
- Типы лесов Баковарнавинского массива Нижегородской губернии // Дневник Всесоюзного съезда ботаников в Ленинграде (январь 1928 г.). Л., Изд. Гос. Рус. бот. о-во. С. 258—260: схем.
- К вопросу о классификации еловых ассоциаций // Там же. С. 260.
- К вопросу о классификации типов еловых лесов // Очерки по фитосоциологии и фитогеографии. М., Новая деревня. С. 205—255: табл., схем. Библиогр.: 44 назв.

1931
- Общий естественно-исторический и лесоводственный очерк Сочинского района // Тр. Кавк. экспедиции Ленингр. лесопром. н.-и. и-та. Т. 14. С. 7-96: табл., граф. Библиогр.: 90 назв.
- Типы леса восточной части Баково-Варнавинского учебно-опытного леспромхоза // Природа и хозяйство учебно-опытных леспромхозов Лесотехнической академии. Л. Т. 2. С. 115—251: табл. Библиогр.: 58 назв.
- Цели и задачи лесной опытной станции Кавказского государственного заповедника // Природа и соц. хоз-во. Т. 4, № 6/8. С. 156—160.
- Инструкция фенологических наблюдений в лесах Северо-Кавказского края. Ростов н/Д.: Рост. обл. изд-во. 11с.
- Общая методика геоботанических исследований // Программы для геоботанических исследований. Л.: Изд-во АН СССР. С. 15-25. Совм. с др. авт.
- Программа для геоботанического изучения лесов // Там же. С. 42-67. Совм. с др. авт.
- Возможности специализированного хозяйства на каштан // Сов. ботаника. № 6. С. 63-75: табл.
- К вопросу о программах географических экспедиций в целях последующего гидрологического районирования территорий: (Док. на I Всесоюз. геогр. съезде) // Изв. Гос. гидролог, ин-та. № 57/58. С. 43-54: схем. Библиогр.: 26 назв.
- К организации и тематике комплексных научно-исследовательских работ государственных заповедников // Материалы I Всесоюз. геогр. съезда. Л. Вып. 1. С. 18-19.
- Первый Всесоюзный съезд по охране природы и содействию развития природных богатств // Сов. ботаника. № 2. С. 94-96.
- К вопросу о программах географических экспедиций в целях последующего гидрологического районирования территорий // Тр. I Всесоюз. геогр. съезда (11 апр. 1933 г.). Л. Вып. 3. С. 247—259: схем. Библиогр.: 26 назв.
- К организации и тематике комплексных исследовательских работ заповедников // Там же. С. 334—335.
- [Выступление в прениях по докладу С. Л. Иванова «Влияние климата на процессы образования веществ в растениях» на I Всесоюзном географическом съезде] // Там же. С. 293.
- Леса Кавказа и Крыма и породы, их образующие // Дендрология с основами лесной геоботаники. М.; Л. С. 395—476.
- Киргизская комплексная экспедиция: Лесной отряд // Экспедиции Академии наук СССР 1933 г. Л. С. 100—102: табл.
- Проблема организации специализированных лесных хозяйств // Сов. ботаника. № 2. С. 13-28: схем.
- [Выступление на дискуссии «Основные установки и пути развития советской экологии» (Ботанический институт АН СССР, 13-14 янв. 1934 г.)] // Там же. С. 36-38.
- Главный маршрут // Красная Поляна: Кавк. гос. заповедник. С. 9-18.
- Маршрут Красная Поляна — Аибга // Там же. С. 19-23.
- Золотой источник Киргизии // Сов. Киргизия. 22 янв.
- Нетронутые леса // Известия. 29 апр.
- Лесные богатства Абхазии // Сов. субтропики. № 8. С. 27-34.
- Организация хозяйства в плодовых лесах южной Киргизии // Тез. Второй конф. по освоению природ, ресурсов Кирг. АССР. М.; Л. С. 5-6.
- Проблема обогащения растительных ресурсов // Тр. Первого Все)со- юз. съезда по охране природы в СССР. М. С. 303—310, 317—318.
- Классификация типов леса Абхазии // Тр. СОПС АН СССР. Сер. Закавк. Вып. 19. С. 203—212: схем.
- Определитель наиболее распространенных типов леса Черноморского побережья // Там же. С. 177—202.
- Экологическая и ценотическая классификация древесных и кустарниковых пород Абхазии // Там же. С. 157—176: табл.
- Основные перспективы в развитии лесного хозяйства Абхазии // Там же. С. 359—386: табл., схем. Соавтор: Беляев М. А.
- Ред.: Абхазия: Геоботанический и лесоводственный очерк по материалам экспедиции Академии наук СССР 1934 г. // Там же. 394 е.: рис., табл., карт. Библиогр.: 193 назв.
- Плодовые леса Киргизии и перспективы их использования // Проблемы Киргизской АССР. М.; Л.: Изд-во АН СССР. Т. 2. С. 273—286. (Тр. 2-й конф. по освоению природ, ресурсов Кирг. АССР).

1937
- Аэровизуальные признаки типов леса // Применение самолета при геоботанических исследованиях. М.; Л.: Изд-во АН СССР. С. 33-49.
- Перспективы применения самолета в геоботанических исследованиях // Там же. С. 125—127.
- Ред.: Применение самолета при геоботанических исследованиях (по работам авиоэкспедиции в Карелии). М.; Л.: Изд-во АН СССР. 127 е.: рис., табл., карт.
- Лесное хозяйство Киргизской ССР // Экономический сборник. М. С. 18-22.
- О бывшем Удельнинском парке // Сов. ботаника. № 3. С. 127—128.
- О Второй Межкраевой биологической конференции в г. Ростове-на-Дону // Там же. С. 116—119.
- Реф.: Матюк И. С. Лиственница и её значение в народном хозяйстве СССР. Приложение 79-е к «Трудам по прикладной ботанике, генетике и селекции». Л., 1936 // Там же. С. 159—160.
- Реф.: Временная программа — инструкция фенологических наблюдений для субтропиков, 1936 г. // Там же. С. 160.
- Реф.: Кац Н. Я. О фитоценозах Кавказского госзаповедника в свете комбинативных свойств видов (Землеведение. 1936. Т. 38, вып. 3) // Там же. С. 187—189.
- Успехи советской лесной геоботаники // Там же. № 6. С. 3-23: схем.

1938
- Леса Кавказа и Крыма и породы, их образующие // Дендрология с основами лесной геоботаники. 2-е изд., испр. и доп. Л.: Гостехиздат. С. 377—479.
- Методика геоботанического исследования лесов // Методика полевых геоботанических исследований. М.; Л.: Изд-во АН СССР. С. 59-86: табл. Библиогр.: 10 назв.
- Методика геоботанического картирования // Там же. С. 183—200. Библиогр.: 16 назв. Соавтор: Шифферс Е. В.
- Нормы выработки при геоботанических исследованиях // Там же. С. 201 −206: табл.
- Ореховые леса Южной Киргизии // Тр. БИН АН СССР. Сер. 5. Вып. 1. С. 299—393: рис., табл. Библиогр.: 62 назв. Соавторы: Красов- ский П. А., Соснин ЛИ.
- Основные декоративные признаки древесных и кустарниковых пород. Л. 43 с.
- Успехи советской лесной геоботаники // Сов. ботаника. № 1. С. 20-46: рис., табл.
- Форпроект Всесоюзного ботанического сада Академии наук СССР в Москве // Там же. № 2. С. 88-100: рис., схем. Соавторы: Шипчинский Н. В., Изосимов А. И., Крылова З. И.
- Частная методика преподавания дендрологии в Ленинградском техникуме зелёного строительства // Там же. № 1. С. 132—138.
- Некоторые основные проблемы фитоценологии и решение их на примере изучения лесов Западного Закавказья: Тез. докт. дис. Л.: Леноблгорлит. 1 с.

1940
- Первая конференция ботанических садов СССР // Сов. ботаника. № 3. С. 117—122.
- Задачи ботанических садов в области исследовательских работ // Конференция ботанических садов СССР: (Программа и тезисы). М.; Л.: Изд-во АН СССР. С. 4-7.
- Принципы геоботанического районирования // Тр. БИН АН СССР. Сер. 3. Вып. 4. С. 9-18.

1945
- Ботанические исследования Южно-Киргизской экспедиции 1944 г. Академии наук СССР // Сов. ботаника. Т. 13, № 3. С. 71-72. Соавтор: Лавренко Е. М. 5* 131

1946
- Бородавчатый бересклет в лесах Татарской АССР и его использование // Сов. ботаника. Т. 14, № 5. С. 329—333: табл. Соавтор.: Ком- лев П. П.
- Декоративные свойства древесных пород с основами их биологии // Садово-парковое хозяйство. Д.: Ленингр. газет.-кн. изд-во. С. 42-93: рис., табл.
- Леса и лесное хозяйство Марийской АССР // Леса и лесное хозяйство Среднего Поволжья. М.; Л.: СОПС АН СССР. С. 122—151: табл., карт. Соавтор: Герниц О. О.
- Леса и лесное хозяйство Татарской АССР // Там же. С. 3-78: рис., табл., карт. Соавторы: Морохин Д. И., Напалков Н. В.
- Леса и лесное хозяйство Чувашской АССР // Там же. С. 79-121: табл., карт.
- Фитоценотические типы //Докл. АН СССР. Н. С. Т. 55, № 2. С. 161—164: табл. Библиогр.: 23 назв.
- Проблема фитоценоза на Всесоюзном ботаническом съезде // Бо- тан. журн. Т. 33, № 1. С. 145 −146. Соавтор: Сукачев В. Н.
- Ритмика факторов жизни и самой жизни в ореховых лесах Ферганы // Тр. Второго Всесоюз. геогр. съезда. М.: ОГИЗ. Т. 2. С. 406—412: табл.
- Типы борьбы за существование в мире растений // Конф. по пробл. дарвинизма. М.: Изд-во МГУ. С. 27-29: табл.
- Растительность плодовых лесов и прилегающих районов Южной Киргизии // Плодовые леса Южной Киргизии. М.; Л.: Изд-во АН СССР. С. 102—145: рис., табл. (Тр. Южно-Кирг. экспедиции АН СССР; Вып. 1). Соавтор: Лавренко Е. М.
- Грецкий орех Южной Киргизии и изменчивость его плодов // Там же. С. 174—203: рис., табл.
- Алыча Южной Киргизии // Там же. С. 254—261: рис. Соавтор: Ва- сильченко И. Т.
- Фисташка благородная, груша, барбарис, миндаль и неплодовые древесные породы Южной Киргизии // Там же. С. 262—280: рис., табл. Соавтор: Калинина А. В.
- Яблоневое лесоплодовое хозяйство // Там же. С. 250—253: табл.
- Задачи и методы геоботанического изучения лесов заповедников // Научно-методические записки / Гл. упр. по заповедникам. М. Вып. 12. С. 31-34.
- Ред.: Зелёное строительство: Сборник научно-производственных работ. Л.: Всесоюз. НИТО лесн. пром-сти и лесн. хоз-ва. Ленингр. отд-ние. 126 c.
- Исследовательские задачи зелёного строительства в свете мичуринской биологии // Зелёное строительство. С. 11-16.
- Расширенное совещание по итогам научно-исследовательской работы в области зелёного строительства в Ленинграде // Там же. С. 105—110. Соавтор: Гладкий Н. П.
- Ред.: Деревья и кустарники СССР. М.; Л.: Изд-во АН СССР. Т. 1. 463 е.: рис., табл.. карт. Библиогр.: с. 437^-40.
- Предисловие // Деревья и кустарники СССР. М.; Л. С. 3-6.
- Отдел Embryophyta — Siphonogama — Семенные растения, Подотдел Gymnospermae — Голосеменные, Класс Coniferales, Сем. Тахасеае Lindl. -Тиссовые, Сем. Podocarpaceae Neger — Ногоплодниковые, Род Podocarpus L’Herit. — Ногоплодник, Сем. Araucariaceae F. Neger — Араукариевые, Род Agathis Salisb. — Агатис, Сем. Pinaceae Lindl. — Сосновые, Сем. Taxodiaceae F.W. Neger — Таксодиевые, Сем. Cupressaceae F.W. Neger — Кипарисовые // Там же. С. 7-8, 18-19, 35-42, 52-53, 266—267, 289—290: рис.
- Класс Cycadales // Там же. С. 12−14. Соавтор: Сааков С. Г.
- Род Torreya Arrnott. — Торрейя, Класс Ginkgoales, Сем. Cephalotaxaceae F. Neger — Головчатотиссовые, Род Keteleeria Carr. — Кетелеерия // Там же. С. 14-17, 31-34, 49-52, 103 −104: рис. Соавтор: Лапин П. И.
- Таблица для определения видов рода Thuja // Там же. С. 298.
- Классификация голосеменных древесных пород, наиболее часто встречающихся в культуре в СССР, по декоративным признакам // Там же. Приложение. С. 422^30.
- Семена хвойных пород // Там же. С. 431 −432: табл.
- Районы возможной культуры голосеменных древесных пород // Там же. С. 433^36.

1950
- Академик Владимир Николаевич Сукачев: (К 70-летию со дня рождения) // Ботан. журн. Т. 35, № 3. С. 318—328: портр. Соавтор: Лавренко Е. М.
- Совещание по зелёному строительству // Бюл. Гл. ботан. сада АН СССР. Вып. 6. С. 107—108.
- К предстоящему совещанию ботанических садов // Там же. Вып. 7. С. 5-7.
- Мичуринская биология и зелёное строительство: (Стенограмма докл. на совещ. по зелёному строительству при Ботан. ин-те им. В. Л. Комарова, декабрь, 1949) // Тр. БИН АН СССР. Сер. 6. Вып. 1. С. 7-19.
- Совещание по зелёному строительству, 15-19 декабря 1949 г. // Природа. № 4. С. 80-81.
- Открытые письма к работникам ботанических институтов, ботанических садов, к дендрологам, работникам в области зелёного строительства и лесоводам-опытникам // Там же. № 10. С. 95-96: табл. Соавтор : Кормилицын A.M.

1951
- Лесохозяйственное значение типов леса таежной полосы // Тр. со вещ. по лесн. типологии, 3-5 февр. 1950 г., Москва. М.: Изд-во АН СССР. С. 67-84, 122—123: схем.
- Ред.: Деревья и кустарники СССР. М.; Л.: Изд-во АН СССР. Т. 2. 611 е.: рис., табл., карт. Библиогр.: с. 574—578.
- Предисловие // Деревья и кустарники СССР. М.; Л. Т. 2. С. 3-6.
- Подотдел Angiospermae — Покрытосеменные // Там же. С. 7.
- Род Populus L. — Тополь // Там же. С. 174—217: рис., табл., карт. Соавторы: Шипчинский Н. В., Ярмоленко А. В.
- Сем. Juglandaceae Lindl. — Ореховые, Род Platycarya Sieb. et Zucc. — Платикария // Там же. С. 221—223: рис.
- Род Juglans L. — Орех // Там же. С. 230—250: рис., табл., карт.
- Род Сагуа Nutt. — Кария // Там же. С. 250—263: рис., табл., карт.
- Род Alnus Gaertn. — Ольха // Там же. С. 334—353: рис., табл., карт. — Соавтор: Стратонович А. И.
- Сем. Fagaceae А.Вг. — Буковые, Род Nothofagus Blume — Нотофагус // Там же. С. 390—392: рис.
- Род Fagus L. — Бук // Там же. С. 392^05: рис., табл., карт.
- Род Castanea Mill. — Каштан, Род Castanopsis Spach — Кастанопсис // Там же. С. 405^19: рис., табл., карт.
- Род Quercus L. — Дуб // Там же. С. 421^193: рис., карт. Соавтор: Малеев В. П.
- Сем. Moraceae Lindl. — Тутовые // Там же. С. 523—535: рис.. табл., карт. Соавтор: Лозина-Лозинская А. С.
- Сем. Polygonaceae Lindl. — Гречишные // Там же. С. 542—552: рис. Соавторы: Леонтьев В. Л., Лозина-Лозинская А. С.
- Сем. Chenopodiaceae Less. — Маревые (кроме родов Salsola L. и Haloxylon Bge.) // Там же. С. 552—558, 561—564, 569—570.
- Род Salsola L. — Солянка // Там же. С. 558—561. Соавтор: Леонтьев В. Л.
- Akademik Vladimir Nicolajevic Sukacev: (К jeho sedmmdesatum naroze- diam) // Svet vedy. Biologie. Bratislava. Sv. 2. Соавтор: Лавренко E.M.

1952
- Краткая программа и методика экспедиций ботанических садов // Тр. БИН АН СССР. Сер. 6. Вып. 2. С. 7-15. Библиогр.: 5 назв.
- Некоторые ценные древесные и кустарниковые породы северной части Черноморского побережья Кавказа // Там же. Сер. 5. Вып. 3. С. 335—464: рис., фото, табл., карт. Библиогр.: 83 назв.
- О росте пластинки листа у некоторых древесных пород // Ботан. журн. Т. 37, № 5. С. 610—623: рис., табл. Библиогр.: 14 назв. Соавтор: Артюшенко З. Т.

1953
- Ольхообразная ветка березы // Ботан. журн. Т. 38, № 3. С. 414—418: рис. Соавторы: Артюшенко З. Т., Замятнин Б. Н.
- Хлорофилл в древесине ветвей // Там же — Т. 38, № 5. С. 661—668: табл. Библиогр.: 7 назв.
- Справочник по декоративным деревьям и кустарникам европейской части СССР. М.: Изд-во М-ва коммун, хоз-ва РСФСР. 530 с. Совм. с др. авт.
- Ред.: Тезисы совещания по теории и методам акклиматизации растений. М.; JL, Изд-во АН СССР. 63 е.: табл.
- Современное состояние теории акклиматизации и интродукции растений // Тезисы совещания по теории и методам акклиматизации растений. М.; Л. С. 10-18: табл. Библиогр.: 2 назв.
- [Выступление на совещании представителей ботанических садов СССР 18-23 авг. 1952 г. ] // Бюл. Главн. ботан. сада АН СССР. Вып. 15. С. 95-96.
- Ред.: Деревья и кустарники СССР. М.; Д.: Изд-во АН СССР. Т. 3. 872 е.: рис., табл., карт. Библиогр.: с. 820—826.
- Предисловие // Деревья и кустарники СССР. М.; JI. Т. 3. С. 3-8.
- Род Парротия — Parrotia С. А. М. // Там же. С. 233—235: табл.
- Род Слива — Prunus Mill. // Там же. С. 690 −714: рис., табл., карт.
- Род Вишня — Cerasus Juss. //Там же. С. 731—758: рис., табл., карт.
- Род Черемуха — Padus Mill. //Там же. С. 758—774: рис., табл., карт.
- Совещание по теории и методам акклиматизации растений 27- 31 окт. 1953 г. в Ленинграде // Ботан. журн. Т. 39, № 2. С. 313—316.
- Ред.: Сааков С. Г. Пальмы и их культура в СССР. М.; Л.: Изд-во АН СССР. 320 е.: рис.
- Brezova vetev ve tratu olsove vetre // Svet vedy. Biologie. Bratislava. Sv. 3.
- Акклиматизация растений и культурно-просветительная работа в Аптекарском огороде — Ботаническом саду // Тр. БИН АН СССР. Сер. 6, Вып. 4. С. 7-26.
- Формирование почек и развитие годичных побегов у некоторых древесных пород. (Сообщ. 1) // Там же. С. 139—156.
- И. В. Мичурин и акклиматизация растений // Ботан. журн. Т. 40, № 5. С. 655—666: рис., табл. Библиогр.: 36 назв.
- Ред.: Головач А. Г. Газоны, их устройство и содержание. М.; Л.: Изд-во АН СССР. 338 е.: рис., табл., фото. Библиогр.: 244 назв.
- Регель, Эдуард Людвигович // БСЭ. 2-е изд. Т. 36. С. 211—212.

1956
- Открытое письмо к учреждениям, работающим по изучению женьшеня и введению его в культуру // Ботан. журн. Т. 41, № 7. С. 1020.
- Типы борьбы за существование среди растений // Академику Н. Сукачеву к 75-летию со дня рождения. М.; Д.: Изд-во АН СССР. С. 507—521: табл., схем. Библиогр.: 59 назв.
- Ред.: Аврорин Н. А. Переселение растений на полярный север. М.; Д.: Изд-во АН СССР. Т. 1. 286 е.: рис., табл., фото, карт. Библиогр.: с. 253—265.
- Ред.: Новые полезные растения: (Рекомендации Всесоюзного совещания по введению новых полезных растений в культуру). М.; Д.: Изд-во АН СССР. 68 с.
- Ботанический сад и его интродукционная и культурно-просветительная работа // От Аптекарского огорода до Ботанического института. М.; Д.: Изд-во АН СССР. С. 216—240: фото.
- Ред.: Интродукция растений и зелёное строительство. М.; Л. 238 е.: рис., табл., фото. (Тр. БИН АН СССР. Сер. 6; Вып. 5).
- Введение // Интродукция растений и зелёное строительство. М.; Л. 5-6.
- Современное состояние теории акклиматизации и интродукции растений // Там же. С. 9-32: рис., табл. Библиогр.: 43 назв.
- Ивановы побеги у сосны // Ботан. журн. Т. 42, № 5. С. 741—745: рис., табл. — Библиогр.: 6 назв. Соавтор: Артюшенко З. Т.
- Михаил Иванович Сахаров // Там же. Т. 42, № 4. С. 663—664. Соавторы: Жилкин Б. Д., Соснин Л. И.
- Фенологическая программа № 1 // Обращение к учреждениям и лицам, ведущим фенологические наблюдения над растениями. Д.: Изд-во АН СССР. С. 1-6.
- Ред.: Деревья и кустарники СССР. М.; Л.: Изд-во АН СССР. Т. 4. 974 е.: рис., табл., карт. Библиогр.: с. 918—924.
- Предисловие // Деревья и кустарники СССР. М.; Л. Т. 4. С. 3-8.
- Род Цезальпиния — Caesalpinia L. // Там же. С. 63-66: рис. Соавтор: Пилипенко Ф. С.
- Род Гледичия — Gleditschia L., Род Бундук — Gymnocladus Lam., Род Аммодендрон, или песчаная акация — Ammodendron Fisch., Род Маакия — Maackia Rupr. et Maxim., Род Бобовник — Laburnum Medic. // Там же. С. 51-61, 74-81, 106—109: рис., табл., карт. Соавтор: Шип- чинский Н. В.
- Род Ракитник — Cytisus L. // Там же. С. 111—127: рис. Соавтор: Шип- чинский Н. В.
- Род Аморфа — Amorpha L., Род Робиния — Robinia L., Род Пузырник -Colutea L. // Там же. С. 135—140, 147—156, 162—171: рис., табл., карт. Соавтор: Шипчинский Н. В.
- Род Карагана — Caragana Lam. // Там же. С. 172—197: рис. Соавтор: Шипчинекий Н. В.
- Род Копеечник — Hedysarum L., Род Леспедеца — Lespedeza Michx., Род Бархат — Phellodendron Rupr., С[амшит] колхидский — B[uxus] colchica Pojark. // Там же. С. 210—211, 215—218, 238—244, 294—297: рис., табл. Соавтор: Шипчинский Н. В.
- Сем. Сумаховые — Anacardiaceae Lindl. // Там же. С. 304—341: рис., табл.
- Род Лох — Elaeagnus L. // Там же. С. 900—907: рис.
- Таблица для определения видов рода Ilex // Там же. С. 344.
- Сем. Волчниковые — Thymelaeaceae Adans. // Там же. С.879-894: рис. Соавтор: Головач А. Г.
- Род Дендростеллера — Dendrostellera Van-Tiegh. // Там же. С. 894—895. Соавторы: Головач А. Г., Победимова Е. Г.
- Ред.: Интродукция растений и зелёное строительство. М.; Л. 327 е.: рис., табл., фото. (Тр. БИН АН СССР. Сер. 6; Вып. 6).
- Предисловие // Интродукция растений и зелёное строительство. М.; Л. С. 7-8.
- Формирование почек и развитие годичных побегов у некоторых древесных и кустарниковых пород. Сообщ. 2 // Там же. С. 72-81. Соавтор: Артюшенко З. Т.
- О хозяйстве в плодовых лесах Южной Киргизии // Материалы совещ. по проблеме «Восстановление и развитие орехоплодовых лесов Южной Киргизии», 5-10 сент. 1955 г. Фрунзе: Изд-во АН КиргССР. С. 155—164.
- Ред.: Интродукция растений и зелёное строительство. М.; Л. 507 е.: рис., табл., фото, карт. (Тр. БИН АН СССР. Сер. 6; Вып. 7).
- Общие цели и задачи по введению в культуру новых полезных растений // Интродукция растений и зелёное строительство. М.; Л. С. 19-21.
- Памяти Леонида Ивановича Соснина // Ботан. журн. Т. 44, № 8. С. 1192—1193.
- Ред.: Луке Ю. А., Солодовникова B.C. Ботанический сад: Парк во все времена года. М.; Л.: Изд-во АН СССР. [40] е.: фото.
- К итогам изучения древесных пород в СССР // Тез. докл. расшир. сес. Учен, совета, посвящ. 30-летию со дня основания Укр. НИИЛХа. Харьков. С. 58-64.
- Ред.: Деревья и кустарники СССР. М.; Л.: Изд-во АН СССР. Т. 5. 544 е.: рис., табл. Библиогр.: с. 500—509.
- Предисловие // Деревья и кустарники СССР. М.; Л. Т. 5. С. 3-6.
- Сем. Брусничные — Vacciniaceae Lindl. // Там же. С. 352—367: рис. Соавтор: Шипчинский Н. В.
- Сем. Диапенсиевые — Diapensiaceae Lindl., Род Свинчатка — Plumbago L., Род Цератостигма — Ceratostigma Bge. // Там же. С. 367—368, 372—373.
- К закону об охране природы в РСФСР // Ботан. журн. Т. 46, № 7. С. 1-8.
- Школа и охрана природы // Ботаника и школа: Сб. материалов в помощь учителям биологии. Д.: Всесоюз. ботан. о-во АН СССР. С. 6-11.
- Ред.: Деревья и кустарники СССР. М.; Д.: Изд-во АН СССР. Т. 6. 379 е.: рис., табл., карт. Библиогр.: с. 334—339.
- Предисловие // Деревья и кустарники СССР. М.; Л. Т. 6. С. 3-8.
- Сем. Вьюнковые — Convolvulaceae Juss. // Там же. С. 31-34.
- Таксономия лесных ассоциаций // Проблемы ботаники. М.; Д.: Изд-во АН СССР. Т. 6. С. 110—123: табл. Библиогр.: 41 назв.
- Хеномелес Маулея — перспективное декоративное и плодовое растение для средней и северной зон европейской части СССР // Интродукция растений и зелёное строительство. М.; Л. С. 168—176: фото. Библиогр.: 31 назв. Соавтор: Луке Ю. А. (Тр. БИН АН СССР. Сер. 6; Вып. 8).
- Ред.: Заборовский Е. П. Плоды и семена древесных и кустарниковых пород. М.: Гослесбумиздат. 303 е.: рис. Библиогр.: с. 265—291.
- Архитектурно-художественное значение типов леса // Бюл. Гл. ботан. сада АН СССР. Вып. 48. С. 25-32.
- Архитектурно-художественное значение типов леса // Ландшафтная архитектура: Сб. ст.: По материалам совещ., посвящ. вопр. ландшафтной архитектуры. М.: Госстройиздат. С. 178—187. (Союз архитекторов СССР).
- Рост и развитие разветвленного годичного побега у серой ольхи // Ботан. журн. Т. 48, № 12. С. 1776—1787: рис., табл. Рез. англ. Библиогр.: 13 назв.
- Ред.: Природа Ленинграда и окрестностей. Д.: Лениздат. 251 е.: рис., табл., карт.
- Введение // Природа Ленинграда и окрестностей. Л. С. 5-6.
- Некоторые закономерности в географии древесных растений флоры СССР // Вопросы типологии горных лесов Казахстана. Алма- Ата. С. 79-83.
- Рост и развитие разветвленного годичного побега у серой ольхи (по наблюдениям 1958 г.) // Ботан. журн. Т. 49, № 6. С. 799—812: рис., табл., граф. Рез. англ. Библиогр.: 4 назв.
- Ареалы растений (СССР). Карта. Масштаб 1 : 20 ООО ООО // Физико- географический атлас мира. М.: ГУГК. С. 242. Соавтор: Юна- тов А. А.
- Ред.: Ляшенко Н. И. Биология спящих почек. М.; Д.: Изд-во АН СССР. 87 е.: ил. Библиогр.: с. 83-86.
- Деревья и кустарники СССР: Буклет ВДНХ. М. 6 е.: карт., табл.
- География древесных растений СССР. М.; Д.: Наука. 265 е.: табл., карт. Библиогр.: 101 назв. Соавтор: Связева О. А. (Деревья и кустарники СССР; Т. 7).
- Хорология древесных растений СССР. М.; Д.: Наука. 39 е.: табл., карт. Библиогр.: 88 назв. Соавтор: Связева О. А. (17-е Комаровские чтения).
- К положению Picea orientalis (L.) Link в роде Picea // Ботан. журн. Т. 50, № 12. С. 1745—1746. Библиогр.: 7 назв.
- Памятник — сад [Беседа] // Смена. 16 окт.
- Дендрологические зоны и провинции СССР // Основоположник научного лесоводства. Д.: ЛТА. С. 45-50: карт.
- Типы леса и лесное хозяйство // Тр. Казах. НИИЛХ. Т. 5. С. 55-69.
- Рец.: Календари природы северо-запада СССР, 1939—1960. Л.: Гидрометеоиздат. 1965. 71 е.; Фенологический ежегодник за 1961 г. Европейская территория СССР. Л.: Гидрометеоиздат, 1965. 156 с. // Ботан. журн. Т. 51, № 1. С. 141—142.
- К 70-летию со дня рождения Леонида Федоровича Правдина // Лесоведение. № 4. С. 81-84: портр.
- Ред.: Мауринъ A. M. Семеношение древесных экзотов в Латвийской ССР. Рига: Звайгзне. 208 е.: табл., фото. Библиогр.: с. 188—207.

1969
- К теории интродукции растений // Пути и методы обогащения ден- дрофлоры Сибири и Дальнего Востока. Новосибирск: Наука. С. 4-23: рис., карт. Библиогр.: 21 назв.
- Тераты у Lupinus polyphyllus Lindl. // Интродукция и зелёное строительство. М.; Л. С. 159—191: рис., фото. Библиогр.: 53 назв. (Тр. БИН АН СССР. Сер. 6; Вып. 9).
- Цветы оптом и в розницу // Смена. 18 мая.

1970
- Ред.: Интродукция и зелёное строительство. М.; JI. 200 е.: рис., табл., фото, карт. (Тр. БИН АН СССР. Сер. 6; Вып. 10).
- К биологии сосны кедровой (кедра сибирского) Pinus sibirica Du Tour // Кедр сибирский на европейском севере СССР: Его распространение, возобновление и культура. Д.: Наука. С. 6-20: рис., карт^ Библиогр.: 53 назв.
- География древесных растений флоры СССР // International symposium on biology of woody plants. Bratislava. P. 481^86.
- Ареалы древесных пород: сосна, дуб // Атлас лесов СССР. М.: ГУГК. С. 12: карта. Соавтор: Связева О. А.
- Ареалы древесных пород: ель, пихта, липа, осина // Там же. С. 13: карта. Соавторы: Связева О. А., Васильев И. В., Кубли В. А.
- Ареалы древесных пород: лиственница, береза, бук, граб //Там же. С. 14: карта. Соавторы: Связева О. А., Кубли В. А., Васильев В. Н., Замятнин Б. Н.

1977
- Ареалы деревьев и кустарников СССР. Д.: Наука. Т. 1. 164 ., 91 карта. Библиогр.: с. 137—150. Соавторы: Связева О. А., Кубли В. А. и др.
- Сем. Aristolochiaceae Juss. — Кирказоновые // Ареалы деревьев и кустарников СССР. Л. Т. 1. С. 136.
- Сем. Cupressaceae Bartl. — Кипарисовые // Там же. С. 33^0.
- Сем. Fagaceae Dum. — Буковые // Там же. С. 112—115, карты 83-86. Соавторы: Связева О. А., Кубли В. А.
- Сем. Juglandaceae A.Rich, ex Kunth — Ореховые // Там же. С. 86-89.
- Сем. Liliaceae Juss. — Лилейные // Там же. С. 47, карта 22Г, Д.
- Сем. Pinaceae Lindl. — Сосновые // Там же. С. 6-33, карты 2-11. Соавтор: Связева О. А.
- Сем. Taxaceae S.F. Gray — Тиссовые // Там же. С. 5 −6, карта 1. Соавтор: Связева О. А.
- Род Carpinus L. — Граб // Там же. С. 107—110, карты 80А, Б, 81. Соавторы: Связева О. А., Кубли В. А.
- Род Chosenia Nakai — Чозения // Там же. С. 48-49, карта 23.
- Род Corylus L. — Лещина // Там же. С. 110 −112, карты 82, 83Б.
- Род Ostrya (Michx.) Scop. — Хмелеграб // Там же. С. 110, карта 80В.
- Род Populus L. — Тополь // Там же. С. 77-85. Соавтор: Связева О. А.
- Alnus barbata С. А. Меу. — Ольха бородатая , Alnus subcordata С. А. Меу. — Ольха сердцевидная, Betula litwinowii Doluch. — Береза Литвинова, Myrica tomentosa (DC.)Aschers. — Восковница пушистая // Там же. С.100, 106,91,86.
- Betula medwedewii Regel — Береза Медведева, Betula raddeana Trautv. — Береза Радде II Там же. С. 91-92, 99. Соавтор: Скворцов А. К.

1980
- Ареалы деревьев и кустарников СССР. Д.: Наука. Т. 2. 144 е., 98 карт. Библиогр.: с. 117—130. Соавторы: Связева О. А., Кубли В. А. и др.
- Сем. Magnoliaceae Juss. — Магнолиевые, Сем. Menispermaceae Juss. -Луносемянниковые // Ареалы деревьев и кустарников СССР. Л. Т. 2. С. 26.
- Сем. Ranunculaceae Juss. — Лютиковые // Там же. С. 21-23. Соавтор: Связева О. А.
- Сем. Saxifragaceae Juss. — Камнеломковые (кроме Philadelphus) // Там же. С. 27-35.
- Сем. Schisandraceae Blume — Лимонниковые // Там же. С. 26 −27.
- Berberis amurensis Rupr. — Барбарис амурский // Там же. С. 23-24.

1983
- Лиственница Гмелина — Larix gmelinii (Rupr.) Rupr., лиственница сибирская — Larix sibirica Ledeb. // Атлас ареалов и ресурсов лекарственных растений СССР. М.: ГУГК. С. 32-33: карта. Соавтор.: Связева О. А.
- Пихта сибирская — Abies sibirica Ledeb. // Там же. С. 86: карта. Соавтор: Связева О. А.
- Сосна Коха — Pinus kochiana Klotzsch ex C.Koch, сосна обыкновенная — Pinus sylvestris L. // Там же. С. 148—149: карта. Соавтор: Связева О. А.

1986
- В. Н. Сукачев: (Из автобиографических записок) // Владимир Николаевич Сукачев: Очерки, воспоминания современников. Л.: Наука. С.171-177.
- Ареалы деревьев и кустарников СССР. Л.: Наука. Т. 3. 182 е., 92 карты. Библиогр.: с. 151—166. Соавторы: Связева О. А., Кубли В. А. и др.
- Сем. Actinidiaceae Hutch. — Актинидиевые // Ареалы деревьев и кустарников СССР. Л. Т. 3. С. 90. Соавтор: Кубли В. А.
- Сем. Araliaceae Juss. — Аралиевые (кроме Hedera) // Там же. С. 104—105. Eleutherococcus — соавтор: Связева О. А.
- Сем. Caprifoliaceae Juss. — Жимолостные // Там же. С. 131—147. Соавтор: Связева О. А.
- Сем. Daphniphyllaceae Muell. Arg. — Волчелистниковые // Там же. С. 57.
- Сем. Ericaceae Juss. — Вересковые (кроме Epigaea, Arbutus, Erica) // Там же. С. 107—118. Rhododendron — соавторы: Связева О. А., Кубли В. А.; Arctostaphylos — соавтор: Связева О. А.
- Сем. Rutaceae Juss. — Рутовые, Род Celastrus L. — Древогубец^Оам же. С. 56, 67.
- Род Acer L. — Клен // Там же. С. 68-77. Соавтор: Связева О. А.
- Род Ampelopsis Michx. — Виноградовник, Род Ilex L. — Падуб // Там же. С. 84, 62. Соавтор: Связева О. А.
- Род Maackia Maxim, et Rupr. — Маакия, Род Lespedeza Michx. — Леспе- деца // Там же. С. 8, 52-53. Соавтор: Связева О. А.
- Род Ligustrum L. — Бирючина // Там же. С. 125. Соавтор: Связева О. А.
- Род Pueraria DC. — Пуэрария, Род Securinega Comm. ex Juss. — Секу- ринега // Там же. С. 53, 57.
- Род Syringa L. — Сирень // Там же. С. 124—125. Соавтор: Связева О. А.
- Род Vaccinium L. — Черника // Там же. С. 119—120. Соавторы: Кубли В. А., Связева О. А.
- Род Vitis L. — Виноград // Там же. С. 83-84. Соавтор: Кубли В. А.
- Caragana fruticosa (Pall.) Bess. — Карагана кустарниковая; Caragana jubata (Pall.) Poir. — Карагана гривастая // Там же. С. 19-20. Соавтор: Горбунова Н. В.
- Caragana ussuriensis (Regel) Pojark. — Карагана уссурийская, Daphne kamtschatica Maxim. — Волчеягодник камчатский, Fraxinus mandshuri- ca Rupr. — Ясень маньчжурский; Fraxinus rhynchophylla Hance — Ясень носолистный // Там же. С. 24, 98, 122, 124.